# ألان لامب (لاعب كرة قدم)
ألان لامب (بالإنجليزية: Alan Lamb)‏ (3 يوليو 1952 في المملكة المتحدة - ) هو لاعب كرة قدم بريطاني في مركز الوسط. شارك مع منتخب اسكتلندا تحت 21 سنة لكرة القدم. أما مع النوادي، فقد لعب مع بريستون نورث إيند وبورت فايل وسانت جونستون ونادي دندي.